# 랄라 라티파
랄라 라티파(Lalla Latifa Amahzoune) 또는 하자 랄라 라티파 공주(아랍어: الحاجة للا لصات, Amahzoune 출생, 1944년 ~ 2024년 6월 29일)는 모로코 국왕 하산 2세의 아내이자 랄라 메리엠 공주, 무함마드 6세, 랄라 아스마 공주, 랄라 하스나 공주, 물레이 라시드 왕자의 어머니이다.

## 죽음
2024년 6월 29일 모로코 라바트에서 사망했다. 같은 날 라바트 왕궁 부지 내에 위치한 물라이 엘 하산(Moulay el-Hassan) 영묘에서 개인 장례식이 열렸다. 모로코 주재 영국 대사관과 영사관은 그녀를 추모하기 위해 국기를 반깃으로 내렸다. 아랍에미리트와 알제리는 국왕이자 그녀의 아들인 무함마드 6세 국왕에게 조의를 표한 최초의 국가 중 하나였다. 그녀의 죽음 이후 어떤 행사도 취소되지 않았다.